# Original Spanish Kitchen
Original Spanish Kitchen là nhà hàng nằm trên Đại lộ Beverly ở Quận Fairfax của Los Angeles, California nước Mỹ, đã trở thành chủ đề của một truyền thuyết đô thị bắt đầu từ đầu thập niên 1960. Nhà hàng này khai trương vào năm 1938, là một địa điểm ăn uống nổi tiếng cho đến khi đóng cửa vào tháng 9 năm 1961.

## Lịch sử

### Hoạt động
Trong suốt nhiều thập kỷ, Original Spanish Kitchen đã phục vụ bữa ăn cho những khách hàng Hollywood như Bob Hope, Buster Keaton, Howard Keel và John cùng Lionel Barrymore. Khai trương vào cuối thập niên 1930, đây là nhà hàng kết nghĩa với một khu trung tâm thành phố, thuộc sở hữu của Johnny và Pearl Caretto. Enchiladas của họ đã thành công ngay lập tức, thu hút những nhân vật đình đám trong giới giải trí như những khách quen. Mary Pickford, theo truyền thuyết kể lại, có gian hàng riêng ngay cạnh cửa vào, không chỉ cung cấp chữ ký cho người hâm mộ mà còn cả công thức nấu ăn cho Johnny — thứ sẽ xuất hiện trên thực đơn.

### Đóng cửa và bí ẩn
Năm 1961, nhà hàng này đã đóng cửa nghỉ lễ — sự tạm dừng kéo dài một cách bí ẩn trong suốt nhiều thập kỷ. Sau khi đóng cửa, đồ đạc của tòa nhà vẫn còn nguyên vẹn qua nhiều năm về sau, những chiếc bàn vẫn được bày biện đầy đủ và quầy ăn trưa chứa đầy máy pha cà phê và dụng cụ nấu nướng. Việc nhà hàng đột ngột đóng cửa đã làm nảy sinh suy đoán và truyền thuyết đô thị sau này kể rằng những người chủ vốn sống trong một căn hộ phía trên nhà hàng đã bị sát hại dưới bàn tay của tội phạm có tổ chức. Sự thật còn tầm thường hơn, theo một bài báo năm 1986 đăng trên tạp chí Tables của phóng viên Don Ray. Anh ta xác định rằng người chủ được chẩn đoán mắc bệnh Parkinson và cô vợ của người này bèn đóng cửa nhà hàng sau khi cô ấy thấy rằng mình không đủ khả năng điều hành nơi đây.

### Phần kết
Sau gần bốn mươi năm trong tình trạng quên lãng, tòa nhà này đã biến thành địa điểm của một thẩm mỹ viện cao cấp vào năm 2005. Biển hiệu điện thẳng đứng ban đầu của Original Spanish Kitchen khiến nó trở thành địa danh của Los Angeles trong những năm qua, được sửa đổi để chỉ gọi đơn giản là "SPA", ý nhắc đến doanh nghiệp mới tọa lạc nơi này. Một Spanish Kitchen khác nằm trên khu vực Restaurant Row ở Đại lộ La Cienega gần đó có một bản sao của biển hiệu Original Spanish Kitchen bên cạnh tòa nhà đó, mặc dù đây không phải là tòa nhà ban đầu. Bản sao của Spanish Kitchen đã phải đóng cửa vào tháng 7 năm 2012.
Original Spanish Kitchen từng xuất hiện thoáng qua trong cảnh nền của video Michael Nesmith dành cho ca khúc "Cruisin'" của mình, vốn là một phần trong bộ hợp tuyển "Elephant Parts" của ca sĩ này, được quay vào năm 1980 và phát hành vào năm 1981. Nó ở dạng họa tiết dài 5 giây đi kèm với những từ, "bỏ qua phần thưởng từ một Đứa trẻ tên là Cisco", trong câu thứ hai của bài hát này.